# 足球俱樂部列表
本條目列出來自世界各地的足球俱樂部，按所屬國家的英文名稱順序排列，本條目所列明的國家只包括國際足協所屬成員國。
每個國家會按所屬聯賽級別順序排列，而所屬聯賽的球隊名稱順序排列，各間球會會列明正式的英文名稱或者當地官方名稱，粗體字則代表應屆聯賽冠軍（只包括頂級聯賽）。